# Mary Daly
Mary Daly, född 16 oktober 1928 i Schenectady, New York, död 3 januari 2010 i Gardner i Worcester County, Massachusetts, var en amerikansk radikalfeminist och teolog. Hon disputerade i teologi och senare även i filosofi vid universitetet i Fribourg och undervisade sedan vid Boston College.

## Karriär
Daly doktorerade i filosofi och teologi vid University of Fribourg i Schweiz. Hon blev filosofie kandidat i engelska vid College of Saint Rose och skrev en magisteravhandling i engelska vid Catholic University of America. Daly doktorerade även i religion vid Saint Mary's College.
Boston College
Daly var föreläsare vid Boston College från 1967 tills hon gick i pension 1999. År 1974 ansökte Daly om att få bli professor vid Boston College. Tiden var perfekt för henne, både personligt som akademiskt, hon hade publicerat två betydande böcker som förde hennes karriär framåt; The Church and the Second Sex (Harper and Row 1968) och Beyond God the Father: Toward a Philosophy of Women's Liberation (Beacon Press, 1973). Daly hade också bidragit med flera inlägg till vetenskapliga tidskrifter och andra feministiska tidningar. Dalys ansökan om professorstatus blev inte godkänd, orsaken till detta blev aldrig klart och flera kollegor ansåg att detta var oacceptabelt.
Daly var föreläsare inom teologi, feministisk etik och sociologi. I sina föreläsningar inom kvinnovetenskap lät hon alla studenter delta i introduktionskurserna, men lät endast kvinnor delta i fördjupade föreläsningar. Hon ansåg att närvaron av män skulle förhindra diskussionen under föreläsningarna. Även om män inte fick delta i fördjupade föreläsningar, hade Daly privata föreläsningar och tutorstunder för män som ville studera kvinnovetenskap.
Boston College ansåg att Daly bröt mot den amerikanska lagen Title IX, som innebär att alla studerande i USA har rätt att delta i utbildningar och inte skall utsättas för diskriminering på grund av deras kön. När det kom till frågan om separatism, hade Daly den tanken att ordet inte innebär att man utesluter det ena könet från den andra, utan att man förstärker det ena könets “broder/systerskap”. Kvinnor skulle samlas och bryta ner mannens påhittade kategorier och definitioner. När Daly blev anklagad för diskriminering och separatism sade hon “I choose to stand my ground”, Daly behöll sin syn på separatism och skillnaden mellan könen.
Universitetet anklagades 1988 för diskriminering av Center for Individual Rights. Daly ansåg att de hade “planterat” in en man på kursen så att hon kunde bli anklagad för diskriminering.  Detta ledde senare till att Boston College beslöt sig för att skriva ett pensionsavtal med Daly. Hon skrev på avtalet, men ansåg att hon hade blivit tvingad till det och att hon egentligen hade fått sparken från Boston College. Universitetet förnekade dessa anklagelser och Daly fick aldrig upprättelse.

## Dalys syn på religion
Då Daly skrev sin andra bok Beyond God the Father: Toward a Philosophy of Women's Liberation (1973), började hon samtidigt att ifrågasätta sin egen religiositet (Daly blev uppväxt som katolsk) och feminismens plats inom kristendomen. Daly har alltid haft den tanken att alla religioner är fientliga mot kvinnor. Därför ansåg hon att man kan jämföra kvinnans vilja att kräva jämlikhet inom kyrkan, med en afrikansk persons vilja att kräva jämlikhet inom Ku Klux Klan. Daly har fått kritik av hennes tankesätt, bl.a. Audre Lorde har kritiserat Dalys sätt att i sin analys inte beakta betydelsen av rasism riktad mot svarta kvinnor.
I Beyond God the Father: Toward a Philosophy of Women's Liberation (1973) diskuterar Daly kvinnans ställning i kyrkan och hur patriarkal kyrkan är. I sin bok försökte Daly diskutera och komma till en förklaring av androcentrism i västerländska religioner. Hon skriver om kvinnornas frigörelse inom religionen och hur “God-talk” har hjälp kvinnorörelsen. I denna bok fokuserar Daly också på kvinnans anatomi och på hur båda könen skiljs från varandra.
I boken The Church and the Second Sex (1985), fortsätter Daly att skriva om skillnaderna i hur kvinnor och män bemöts inom kyrkan. Tidigare försökte Daly, med hjälp av hennes arbete, få till en förändring och skapa en jämställd plats för både kvinnor och män inom katolska kyrkan. Senare beslöt sig Daly för att avstå från religiösa frågor och fokusera sig mera på feministiskt filosofiska frågor. 

## Nya ord
Med sina verk har Daly lyckats skapa ett nästan helt nytt språk. Hon har skapat ett språk som är riktat mot kvinnor och som ska förstärka kvinnorörelser och gemensamhet inom rörelserna. Daly har använt vardagliga ord, men sedan tagit dem ur kontext och gett dem en ny mening. Dalys verk är skrivna med tanke på gynocentrism. Hon ansåg att det vanliga sättet att skriva var för patriarkalt och att det inte klarar av att ta fram den styrkan som kvinnor ska få av ord. Med styrkan att klara av ord menar hon att kvinnor ska höra ett ord och veta att den är gjord precis för dem och med hjälp av det nya språket kan de stå emot förtryckning.
Daly beslöt sig för att hitta på nya ord, som “gynasthesia” (originalordet: synasthesia) alltså synestesi. I detta ord byter Daly den första bokstaven till "G", vilket har fått en feminin klang och därför använder Daly den för att byta ut maskulinitetet till mera feminint. Daly ansåg att vissa ord kunde ha flera eller dolda betydelser, så hon bestämde sig för att ta vardagliga ord och bryta upp dem för att ge dem en ny mening. Med nya ord ville Daly skapa ett nytt språk som kvinnor kan använda och med hjälp av dessa nya kvinnliga ord få styrka och stå emot förtryckning. Daly tog ordet ”recover” (att återhämta sig) och bröt upp den till ”re-cover” för att få betydelsen ”cover again” (att täcka eller gå igenom på nytt).